# 藤崎町立明徳中学校
藤崎町立明徳中学校（ふじさきちょうりつめいとくちゅうがっこう）は、青森県南津軽郡藤崎町の旧常盤村域にある公立中学校。

## 概要
- 本校は、藤崎町常盤地区にあり、旧常盤村内を学区としている。

## 沿革
- 1948年（昭和23年）
  - 4月15日 - 「常盤村・富木舘村組合」設立認可。
  - 6月17日 - 同組合が中学校併合の為の教育事務を取り扱い。
  - 7月4日 - 校舎起工式挙行（当時の住所は常盤字一西田21番地）。
- 1949年（昭和24年）
  - 4月1日 - 常盤村立明徳中学校開校。
  - 6月20日 - 常盤村立若松・福島、富木舘村立育英・福舘の各中学校が名実共に統合。
  - 9月28日 - 落成記念式典挙行。
- 1952年（昭和27年）11月1日 - 校歌制定。
- 1957年（昭和32年）9月28日 - 校章制定。
- 1962年（昭和37年）10月13日 - 新校舎第一期工事完了。
- 1963年（昭和38年）3月 - 第二期工事完了。
- 1964年（昭和39年）
  - 3月 - 第三期工事完了。
  - 12月25日 - 第四期工事完了（当時の住所は常盤字富田18番1号）。
- 1965年（昭和40年）7月16日 - 村民体育館にて落成記念式典挙行。
- 1966年（昭和41年）8月 - グラウンド整備完了。
- 1968年（昭和43年） - プール完成。
- 1976年（昭和51年）
  - 7月14日 - 土俵完成、土俵開き。
  - 12月 - 新体育館完成。これまでは、村民体育館で体育の授業を行っていた。
- 1979年（昭和54年）11月21日 - 校舎増改築記念式典挙行。
- 1997年（平成9年）8月18日 - 校舎改築の起工式。
- 1999年（平成11年）1月15日 - 新校舎落成修祓式（常盤字一西田21番1号・現在地）。
- 2005年（平成17年）3月28日 - 常盤村と藤崎町の合併により、藤崎町立明徳中学校と改称。

## 周辺
- 常盤診療所
- ときわ温泉

## アクセス
- JR奥羽本線北常盤駅正面口から、徒歩約480m・約8分。
- 藤崎町役場常盤出張所（旧:常盤村役場）から、徒歩約960m・約15分。
- 弘南バス弘前 - 浪岡線「水木」バス停から、徒歩約810m・約13分。
- 藤崎町中心部から、車で約6.5km、約15分。

## 参考資料
- 『常盤村史 通史編I』668頁～674頁「第2章 戦後の学校教育 第3節 中学校の教育」